# المجلس الأمريكي لمكافحة المخدرات
المجلس الأمريكي لمكافحه المخدرات مجلس أنشئ كحملة لمكافحه الماريجوانا. تتمثل مهمه المجلس في مساعده المراهقين للوقوف امام الخيارات السلبية ويهدف أيضا إلى التثقيف بمخاطر المخدرات الغير شرعيه. حاول المجلس منع الصفحات من نشر محتويات غير قانونيه عن المخدرات على مواقع وشبكات التواصل حتى ان المجلس انتقد بعض المشاهير لنشرهم صور شخصيه للترويج للتدخين. تأسس المجلس الأمريكي مكافحه المخدرات في ولايه تينيسي في العام 2013 .

## حملات المجلس الأمريكي لمكافحه المخدرات
نفذ المجلس الأمريكي لمكافحه المخدرات عدة حملات لمكافحة المخدرات. في عام 2014 نفذ المجلس حمله سميت college 101 (كلية 101) والتي توضح كيفيه استخدام أطفال الكلية للعقاقير الغير قانونيه والتي تعمل على ابقائهم وقتا أطول في الدراسة. هناك حمله أخرى تسمى forget pot والتي ركزت على كيفيه تسبب تدخين المرجوانا في فشل المراهقين في الدراسة وحتى التسرب وترك الدراسة في المراحل العليا. هناك حمله أخرى تسمى Pick Healthy اطلقت في عام 2015 وهذه الحملة لا تركز على نوع معين من العقاقير لكنها تحث الناس على تناول الطعام الصحي والفواكه الصحية بدلا من العقاقير المميته. وتركز الحملة على استخدام الهاشتاج Pick healthy عند تلقي الشخص علاجا صحيا.

## تشهير المشاهير
انتقد المجلس الأمريكي لمكافحه المخدرات العديد من المشاهير لنشر صور شخصية يروجون بها للتدخين والمخدرات. وطلب المجلس من هؤلاء المشاهير ان يضعوا على صفحاتهم علامه + 18 ما يعني انه لا ينبغي مشاهده المحتوى لمن هم دون سن 18. ونشر المجلس تعليقات على Snoop Doug's على الانستغرام يدعي انه يستهدف الشباب لتدخين المرجوانا. في عام 2017 غير المجلس الأمريكي لمكافحه المخدرات صفحاته على وسائل التواصل الاجتماعي إلى free vibe .انها تركز بشكل أكبر على الجيل الجديد.